# Тоннаж
Тонна́ж — мера габаритов либо грузоподъёмности судна. Этот термин происходит от налога, взимавшегося с тонн (бочек) вина, а впоследствии был расширен до обозначения отношению к весу груза судна, однако в современном значении слово «тоннаж» обозначает объём груза либо судна. Этот термин до сих пор иногда неправильно используется для обозначения веса груженого или порожнего судна. Термины «тоннаж» и «тонна» имеют разные значения, хотя их часто путают.
Величина тоннажа может быть менее фактического значения, поскольку она используется для определения величины сборов с торговых судов.